# Bleihütte Binsfeldhammer

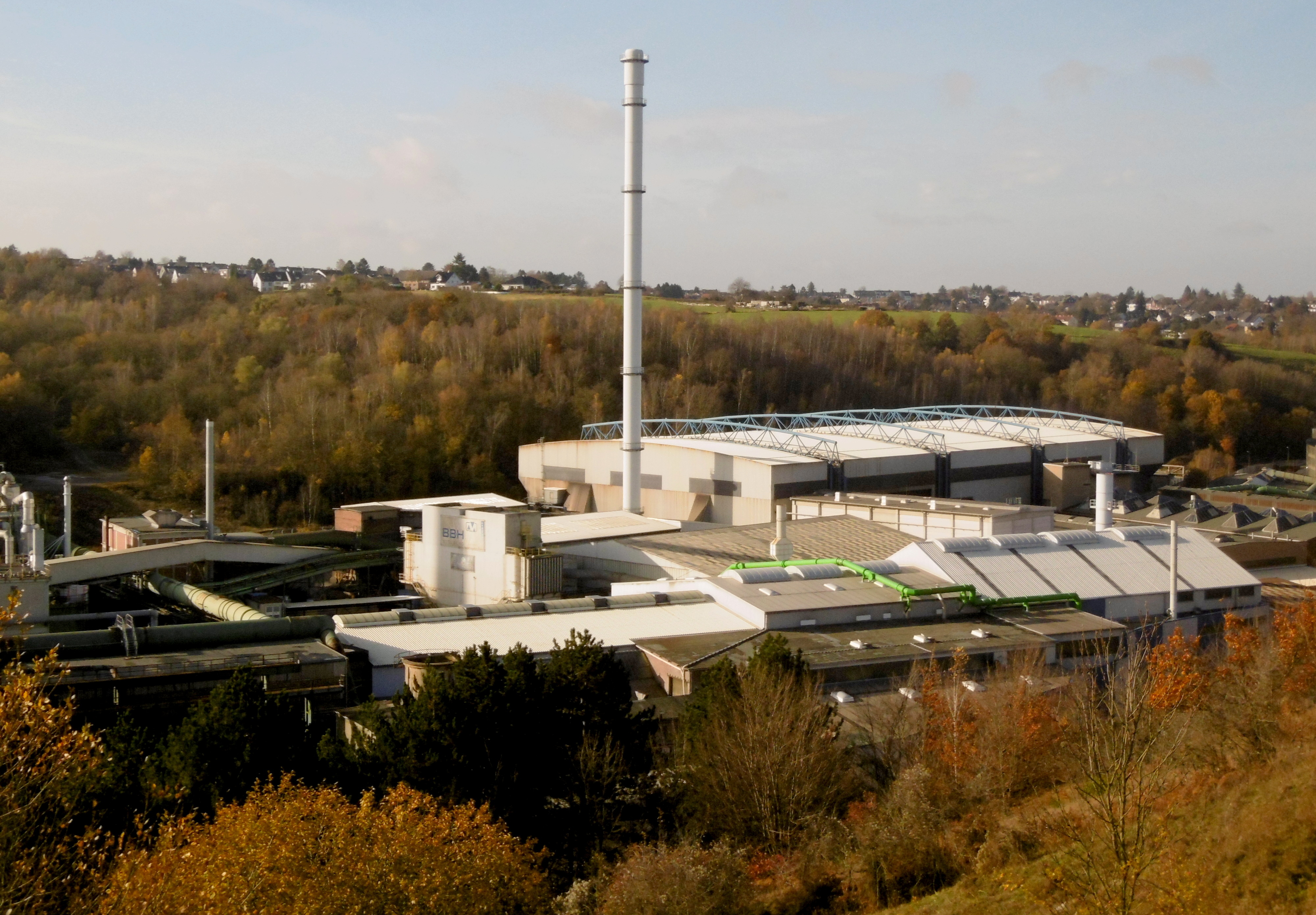
Berzelius-Bleihütte Stolberg

Die Bleihütte Binsfeldhammer ist eine von zwei in Deutschland verbliebenen Bleihütten, die Blei aus Erz gewinnt, eine sogenannte Primärbleihütte. Standort ist die Stadt Stolberg (Rhld.) in der Städteregion Aachen in Nordrhein-Westfalen. Der aktuelle Name lautet Nyrstar Stolberg GmbH, ehemals Berzelius Bleihütte Stolberg (BBH), ehemals Ecobat Ressources Stolberg.

## Unternehmensgeschichte
Die Hütte wurde im Jahr 1846 von einer französischen Interessengruppe im Tal der Vicht an der Stelle des Kupferhofs Binsfeldhammer errichtet. 1848 übernimmt sie die Eschweiler Gesellschaft, die 1926 in der Stolberger Gesellschaft aufgeht. Bis 1960 trug das Hütten-Weich-Blei der Bleihütte Binsfeldhammer den Handelsnamen „Eschweiler Raffiné“. Seit dem 1. Januar 1961 findet als Handelszeichen der Schriftzug „Stolberg“ Verwendung. Dieses steht für eine geprüfte Reinheit auf Verunreinigungen von 0,01 Prozent. Seit der Übernahme durch die Berzelius Metallhüttengesellschaft Duisburg im Jahr 1970 trägt die Bleihütte Binsfeldhammer den Namen Berzelius-Hütte. Ab 1990 gehörte sie zur Rheinischen Zinkgesellschaft, später zur Metallgesellschaft Frankfurt und ab 1996 als Berzelius Bleihütte Stolberg (BBH) zur Eco-Bat Technologies, die das Werk im Februar 2023 an die Trafigura-Tochter Nyrstar verkauften. In der Bleihütte sind heute ca. 280 Menschen beschäftigt.

## Produkte und Produktionsanlagen
Die Produktpalette der BBH umfasst neben hochreinem Qualitätsblei über 100 verschiedene Spezifikationen für Bleilegierungen. Darüber hinaus werden bei der Verhüttung des Bleierzes Berzelit, Kupfer-Bleistein sowie Edelmetalle wie Silber und Gold gewonnen. Aus den schwefelhaltigen Prozessgasen wird außerdem Schwefelsäure hergestellt.
Die BBH setzt zur Verhüttung die Technologie des QSL-Prozesses ein. Das QSL-Verfahren ermöglicht die Gewinnung von Blei aus Bleierzen und sekundären Rohstoffen in einem einzigen, geschlossenen Aggregat, dem so genannten QSL-Reaktor. Das minimiert den Energieaufwand. Der QSL-Prozess gilt weltweit als einer der modernsten, umweltfreundlichsten und effizientesten Prozesse der Bleiproduktion. Die Anlage der BBH hat eine Kapazität von jährlich 155.000 Tonnen Blei und Bleilegierungen sowie 130.000 Tonnen Schwefelsäure.
Im Jahr 2014 errichtete BBH eine neue Silber-Produktionsanlage. In dieser wird das Güldischsilber verarbeitet, das bei der Abtrennung der Edelmetalle vom Blei entsteht. Es enthält 99,6 Prozent Silber sowie Anteile von Gold und Platin. Die Anlage hat eine Kapazität von jährlich 700 Tonnen.
Der markante, 1940 erbaute 100 Meter hohe Kamin der Bleihütte Binsfeldhammer befindet sich außerhalb des Werksgeländes auf dem Bärenstein und ist über eine Rauchgasleitung mit dem Werk verbunden.

## Schwermetallemissionen und Umweltschutz
Ab 1965 kam es im Umfeld der Hütte zu erhöhten Bleibelastungen bei so genannten Bleikindern und bei Weidevieh (Gressenicher Krankheit). Mitte der 1970er Jahre wurden jährlich an Emissionen gemessen:
- 430 t Blei
- 7 t Zink
- 250 kg Arsentrioxid
- 170 kg Cadmium

Im Jahr 1972 gründete die Stadt Stolberg einen Umweltausschuss. 1973 wurde ein umfangreiches Umweltschutzprogramm auf den Weg gebracht. Ein Bericht des Ministeriums für Arbeit, Gesundheit und Soziales des Landes Nordrhein-Westfalen aus dem Jahr 1975 enthielt Analysen und Empfehlungen. Die Bleihütte Binsfeldhammer entwickelte und verwirklichte daraufhin ein Bündel von Maßnahmen, um die Schwermetallemission zu reduzieren: Innerhalb von 10 Jahren wurde diese um 80 Prozent reduziert.